# Eilema orientalis
Eilema orientalis är en fjärilsart som beskrevs av Daniel 1954. Eilema orientalis ingår i släktet Eilema och familjen björnspinnare. Inga underarter finns listade i Catalogue of Life.